# Eva Kurfürstová
Eva Kurfürstová (* 30. srpna 1977 Karviná, Československo) je bývalá česká reprezentantka v alpském lyžování, která se specializovala na slalom a obří slalom. Startovala na zimních olympijských hrách v letech 2002 a 2006 a na všech světových šampionátech v letech 1996–2013. Trénovala individuálně v rodinném týmu pod vedením otce Zdeňka Kurfürsta, kterému asistovala její matka Eva Kurfürstová starší. Po ukončení kariéry v roce 2014 působí jako trenérka alpského lyžování a v letech 2014 až 2022 byla PR manažerkou Úseku alpských disciplín Svazu lyžařů ČR, přičemž psala články pro jeho webové stránky. V roce 2020 začala pracovat jako technická delegátka Mezinárodní lyžařské federace. Roku 2014 začala působit jako spolukomentátorka a expertka alpského lyžování na televizní stanici Eurosport.
V roce 2013 dokončila studium magisterského oboru trenérství, specializace alpské lyžování na Fakultě tělesné výchovy a sportu Univerzity Komenského v Bratislavě.

## Kariéra

### Zimní olympijské hry
- ZOH 2002: 21. místo slalom, 23. místo obří slalom
- ZOH 2006: 28. místo slalom

### Mistrovství světa
- 1996: slalom nedokončila, obří slalom nenastoupila ke startu
- 1997: 32. místo slalom, obří slalom nedokončila
- 1999: 28. místo obří slalom, slalom nedokončila
- 2001: 18. místo slalom, obří slalom nedokončila
- 2003: 28. místo slalom, obří slalom nedokončila
- 2005: slalom nenastoupila ke startu
- 2007: obří slalom nenastoupila ke startu
- 2009: 29. místo slalom
- 2011: 31. místo slalom
- 2013: 41. místo slalom

### Mistrovství světa juniorů
- 1994: 11. místo kombinace, 17. místo slalom, 27. obří slalom, 28. místo super-G, 42. místo sjezd
- 1995: 24. místo obří slalom, 39. místo sjezd, slalom nedokončila
- 1996: 17. místo slalom, 19. místo obří slalom, 47. místo super-G

### Světový pohár (do 30. místa)
- 20. místo slalom Aspen 2007
- 21. místo slalom Aspen 2006
- 23. místo slalom Lienz 2007
- 25. místo slalom Ofterschwang 2008
- 28. místo slalom Reiteralm 2007
- 28. místo obří slalom Špindlerův Mlýn 2005

### Evropský pohár (do 5. místa)
- 4. místo v hodnocení slalomu v sezóně 2005/2006
- 1. místo slalom Lenzerheide 2006
- 2. místo slalom Lenzerheide 2006
- 5. místo slalom Špindlerův Mlýn 1998